# المعهد العالي للبحوث والدراسات الزلزالية
المعهد العالي للبحوث والدراسات الزلزالية بجامعة دمشق
أحدث المعهد بالمرسوم الجمهوري رقم 517 تاريخ 5-11-2000 أما التاريخ الفعلي لتأسيسه فهو في العام 2005

## إدارة المعهد العالي
- أ.د.م. هالة حسن عميد المعهد العالي للبحوث والدراسات الزلزالية
- د.م. ريم الصحناوي نائب العميد للشؤون العلمية
- أ.د.م. منير الأطرش
  - رئيس قسم الهندسة الإنشائية الزلزالية
  - رئيس قسم الهندسة الجيوتكنيكية الزلزالية (تكليفاً)
- أ.م.د. محمد داود رئيس قسم علم الزلازل

- قسم الهندسة الإنشائية الزلزالية
- قسم الهندسة الجيوتكنيكية الزلزالية
- قسم علم الزلازل

## الدرجات العلمية
تمنح جامعة دمشق بناءً على اقتراح مجلس المعهد العالي للبحوث والدراسات الزلزالية الدرجات العلمية الآتية:

### درجة ماجستير التأهيل والتخصص (Professional Master) في الإختصاصات التالية
- درجة ماجستير تأهيل وتخصص في الهندسة الزلزالية P.M. in Earthquake Engineering
- درجة ماجستير تأهيل وتخصص في علم الزلازل والتكتونيك الزلزالي P.M. in Seismic Science and Tectonic
- درجة ماجستير تأهيل وتخصص في علوم إدارة مخاطر الكوارث P.M. in Disaster Risk Management

### درجة الماجستير الأكاديمي (Master of Science) في الإختصاصات التالية
- درجة الماجستير في الهندسة الإنشائية الزلزالية M.S. in Earthquake Structural Engineering
- درجة الماجستير في الهندسة الجيوتكنيكية الزلزالية M.S. in Earthquake Geotechnical Engineering
- درجة الماجستير في علم الزلازل M.S. in Seismic Science
- درجة الماجستير في علم التكتونيك الزلزالي M.S. in Seismic Tectonic Science

### درجة الدكتوراة (PhD) في الإختصاصات التالية
- درجة الدكتوراه في الهندسة الإنشائية الزلزالية PhD in Earthquake Structural Engineering
- درجة الدكتوراه في الهندسة الجيوتكنيكية الزلزالية PhD in Earthquake Geotechnical Engineering
- درجة الدكتوراة في علم الزلازل PhD in Seismic Science
- درجة الدكتوراة في علم التكتونيك الزلزاليPhD in Seismic Tectonic Science

## أهداف المعهد العالي
1. إجراء البحوث والدراسات المتعلقة بعلوم الزلازل والهندسة الانشائية والجيوتكنيكية الزلزالية
2. الإشراف على البحوث في مجال علوم الزلازل أو الهندسة الزلزالية التي يجريها طلاب الدراسات المقبولين في المعهد لنيل شهادة (الماجستير والدكتوراه)
3. تقديم الخبرة والمشورة إلى المؤسسات العامة والخاصة والمشتركة وإقامة الدورات التدريبية للعاملين فيها بغية إعداد وتأهيل الاختصاصيين والخبراء في مختلف مجالات علوم الزلازل والهندسة الزلزالية
4. وضع نظام رقابة فعال لتطبيق المعايير الزلزالية والمساهمة في وضع كودات التصميم في كافة الأنشطة ذات العلاقة في الجمهورية العربية السورية
5. دراسة الموضوعات التي تحال إلى المعهد من الهيئات الحكومية المختلفة  والتعاون مع هذه الهيئات في الأبحاث التي تقوم بها في مجال علوم الزلازل والهندسة الإنشائية الزلزالية والهندسة الجيوتكنيكية الزلزالية
6. رفع مستوى العاملين في مجال علوم الزلازل والهندسة الزلزالية بتنسيق عمليات التدريب بالتعاون مع الهيئات المختصة الوطنية والعربية والدولية
7. تتبع نشاطات المنظمات العربية والإقليمية والدولية في مجال علوم الزلازل والهندسة الزلزالية والتعاون والتنسيق معها
8. تقديم المقترحات بشان المعاهدات والاتفاقيات العربية والإقليمية والدولية المتعلقة بعلوم الزلازل والهندسة الزلزالية
9. وضع وتطوير المؤلفات العلمية وترجمة المراجع ذات الصلة
10. إصدار مجلة متخصصة للأبحاث العلمية والتطبيقية ونشرات علمية تهدف إلى التعرف بخطر الزلازل ونشر الوعي الوقائي من الأخطار الزلزالية
11. توثيق التعاون العلمي في مجال علوم الزلازل أو الهندسة الزلزالية مع كافة الجهات العلمية والإدارية محلياً وعربياً ودولياً لتبادل الخبرات والمعارف